# Ruth Fischer
Ruth Hildegard Fischer, född 30 juni 1894 i Stockholm, död 1972 i Stockholm, var en svensk textilkonstnär.
Hon var dotter till kamreraren i Kungliga arméförvaltningen Carl Gustaf Hjalmar Fischer och Hildegard Magnhild Adelina Lavén.
Fischer studerade vid Högre konstindustriella skolan i Stockholm samt under studieresor till Tyskland, Frankrike, Danmark och Norge. Vid sidan av sitt ordinarie arbete som försäkringstjänsteman medverkade hon i ett stort antal samlingsutställningar med textilkonst och utgav handarbetsböcker samt medarbetade i ett antal tidskrifter. Fischer finns representerad vid Nationalmuseum i Stockholm.
Hon är barnbarn till Elis Fischer och brorsdotter till Estrid Fischer.